# NS-Baureihe 2100
Die Lokomotiven der Baureihe NS 2100 waren Schnellzugdampflokomotiven der Nederlandse Spoorwegen (NS), die von der Hollandsche IJzeren Spoorweg-Maatschappij (HSM) übernommen wurden.
Die Lokomotiven hatten die Achsfolge 2’B. Die Serie 501–535 wurde vom HSM-Ingenieur Willem Hupkes für die Beförderung der immer schwereren Personen- und Schnellzüge konzipiert. Da das Konkurrenzunternehmen Maatschappij tot Exploitatie van Staatsspoorwegen (SS) zu stärkeren 2’C-Maschinen der Serie SS 700 übergegangen war, konnte die HSM nicht zurückbleiben. Obwohl ein HSM-Entwurf für eine 2’C-Maschine bekannt ist, wurde letztlich eine 2’B-Lokomotive ausgewählt. Dies lag jedoch nicht an der begrenzten Länge der Drehscheiben, wie oft fälschlicherweise angenommen wird, denn alle der HSM zur Verfügung stehenden Drehscheiben waren groß genug für 2’C-Lokomotiven. Die Maschinen hatten jedoch die maximal zulässige Achslast von 17 Tonnen und die größten Antriebsräder in den Niederlanden (2100 mm), weshalb sie ideal für Schnellzüge waren. Wegen des rasselnden Geräuschs der Kuppelstangen wurden sie vom Personal „Blikken Tinus“ – deutsch blecherner Martin – genannt. Die Lokomotiven wurden von der Berliner Maschinenbau-AG vormals L. Schwartzkopff (BMAG) in Berlin und Werkspoor in Amsterdam gebaut.
| HSM-Nummern | NS-Nummern | geliefert | Hersteller | Anmerkungen                       |
| ----------- | ---------- | --------- | ---------- | --------------------------------- |
| 501–505     | 2101–2105  | 1914      | BMAG       |                                   |
| 516–519     | 2116–2119  | 1916      | Werkspoor  |                                   |
| 520–525     | 2120–2125  | 1917      | Werkspoor  |                                   |
| 526–530     | 2126–2130  | 1919      | Werkspoor  | mit Tenderbehälter in Schiffsform |
| 506–515     | 2106–2115  | 1920      | BMAG       | mit Tenderbehälter in Schiffsform |
| 531–535     | 2131–2135  | 1920      | Werkspoor  | mit Tenderbehälter in Schiffsform |

Nach der Vereinigung des Fahrzeugparks von HSM und SS erhielten die Lokomotiven 1921 die NS-Nummern 2101–2135. Die Lokomotive 2104, ehemals HSM 504, gebaut 1914 von Berliner Maschinenbau, wurde 1954 als letzte dieser Baureihe ausgemustert und blieb im Nederlands Spoorwegmuseum erhalten.